# Фейр-Гейвен (переписна місцевість, Вермонт)
Фейр-Гейвен (англ. Fair Haven) — переписна місцевість (CDP) в США, в окрузі Ратленд штату Вермонт. Населення — 2225 осіб (2020).

## Географія
Фейр-Гейвен розташований за координатами 43°35′34″ пн. ш. 73°16′8″ зх. д. / 43.59278° пн. ш. 73.26889° зх. д. (43.592783, -73.268898).  За даними Бюро перепису населення США в 2010 році переписна місцевість мала площу 7,16 км², з яких 7,09 км² — суходіл та 0,08 км² — водойми.

## Демографія
Згідно з переписом 2010 року, у переписній місцевості мешкало 2269 осіб у 957 домогосподарствах у складі 606 родин. Густота населення становила 317 осіб/км².  Було 1077 помешкань (150/км²).
Расовий склад населення:
| - 97,1 % — білих - 0,4 % — азіатів - 0,3 % — чорних або афроамериканців - 0,2 % — корінних американців |

До двох чи більше рас належало 1,4 %. Частка іспаномовних становила 1,4 % від усіх жителів.
За віковим діапазоном населення розподілялося таким чином: 21,9 % — особи молодші 18 років, 62,5 % — особи у віці 18—64 років, 15,6 % — особи у віці 65 років та старші. Медіана віку мешканця становила 41,9 року. На 100 осіб жіночої статі у переписній місцевості припадало 90,2 чоловіків;  на 100 жінок у віці від 18 років та старших — 87,3 чоловіків також старших 18 років.
Середній дохід на одне домашнє господарство  становив 51 548 доларів США (медіана — 39 583), а середній дохід на одну сім'ю — 61 298 доларів (медіана — 52 448). За межею бідності перебувало 13,2 % осіб, у тому числі 18,1 % дітей у віці до 18 років та 6,7 % осіб у віці 65 років та старших.
Цивільне працевлаштоване населення становило 1002 особи. Основні галузі зайнятості: освіта, охорона здоров'я та соціальна допомога — 37,4 %, роздрібна торгівля — 14,1 %, будівництво — 9,3 %, виробництво — 9,1 %.